# Hans Rosenkjær
Hans Nielsen Rosenkjær (født 24. august 1851 i Sø Søby ved Assens, død 16. september 1907 i København) var en dansk geologisk-antikvarisk undersøger og forfatter. 
Rosenkjær var lærer ved det offentlige skolevæsen i København. Skønt autodidakt udførte han ved en levende og virksom lyst og evne til videnskabelig iagttagelse og en utrættelig flid et meget påskønnelsesværdigt arbejde til oplysning om naturhistoriske, væsentlig geologiske, topografiske og arkæologiske forhold i ældre tid. Hans første arbejde samlede sig om de store udgravninger ved Københavns Frihavn (meddelelser i "Naturen og Mennesket", 1893 og 1896). 
Senere kastede han sig navnlig over undersøgelsen af de københavnske jordbundsforhold og færdedes, trods et svagt helbred, utrættelig ved de mange just i hans sidste leveår foretagne grundudgravninger rundt om i byen, senest på Slotsholmen. En stor del af det således indsamlede materiale meddelte han i Det underjordiske Kjøbenhavn (1906). 
Han er begravet på Assistens Kirkegård.